# Marc Lestienne
Marc Lestienne (Rumes, 23 mei 1949 – Taintignies, 13 oktober 2014) was een Belgisch volksvertegenwoordiger.

## Levensloop
Lestienne behaalde in 1971 het licentiaat in de Germaanse talen aan de UCL. Hij behaalde eveneens een graduaat in Europese studies en een in Publieke administratie. In 1977 doorliep hij een vervolmakingsstage in openbare financies bij het Internationaal Monetair Fonds in Washington.
Hij werd inspecteur van financiën bij het ministerie van Begroting en vervolgens bij het ministerie van Sociale Voorzorg. Van 1977 tot 1978 was hij kabinetsattaché bij minister van Onderwijs Joseph Michel, een functie die in 1978 korte tijd ook uitoefende bij eerste minister Leo Tindemans. Daarna was hij van 1978 tot 1980 adjunct-kabinetschef bij eerste minister Paul Vanden Boeynants (1978-1979) en bij vice-eersteminister José Desmarets (1979-1980). Vervolgens was hij van 1980 tot 1981 adjunct-kabinetschef bij Pierre Mainil en Melchior Wathelet, beiden hoofd van de Waalse executieve, nieuw opgericht binnen de Belgische regering. Na het einde van dit mandaat werd hij inspecteur van financiën bij het ministerie van Openbare Werken. Hij vertegenwoordigde de minister van Financies in het Nationaal comité voor planificatie en controle van de staalindustrie.
In november 1981 werd Lestienne voor de PSC verkozen tot lid van de Kamer van volksvertegenwoordigers voor het arrondissement Doornik-Aat-Moeskroen, een mandaat dat hij vervulde tot in 1987. Hij was meteen ook lid van de Waalse Gewestraad en de Raad van de Franse Gemeenschap.
In 1987 stelde hij zich geen kandidaat meer en verzaakte ook aan zijn in 1983 opgenomen mandaat van gemeenteraadslid in Rumes. Hij werd journalist, hoofdredacteur van Courrier de l'Escaut, die behoorde tot de groep Vers l'Avenir. In 1995 hield hij ermee op, vanwege gezondheidsredenen.
In 1997 stichtte hij het Agence TransPresse, een communicatie- en vertalingsoperator voor bedrijven.
In oktober 2006 droeg hij bij tot het succes van een lijst Gemeentebelangen in Rumes, die het bestuur overnam van de socialisten. Hij bleef gemeenteraadslid maar in 2008 moest hij, ook daar om gezondheidsredenen, ontslag nemen.

## Publicatie
- La révolution, une fois ..., Taintignies, 2004, historische roman, behandelt de deelname van de Picards aan de revolutie van 1830.